# Leninsk
Leninsk (russisch Ленинск) ist eine Stadt mit 15.504 Einwohnern (Stand 14. Oktober 2010) in der Oblast Wolgograd in Russland und Zentrum des gleichnamigen Rajons der Oblast.

## Geographie
Die Stadt liegt im Niederungsgebiet des Unterlaufs der Wolga an deren Zufluss Achtuba, 52 km östlich der Gebietshauptstadt Wolgograd. Die nächstgelegenen Städte sind Wolschski (33 km westlich von Leninsk) und Snamensk (42 km östlich).

## Geschichte
Der Ort entstand 1802 am Ufer der Achtuba als Dorf namens Prischib (Пришиб). Letzteres ist ein Hydronym des gleichnamigen Flüsschens, das hier in die Achtuba mündet, und bedeutet im Russischen so viel wie „Schlucht“ oder „steiles Flussufer“. Ursprünglich wurde die Ortschaft von Siedlern aus russischen Stammgebieten bewohnt. Die meisten von ihnen waren ehemalige Bauern, die hier vor allem Seide herstellten. Insgesamt wurden Anfang des 19. Jahrhunderts rund 1300 Familien ins Wolgadelta umgesiedelt.
Ebenfalls 1802 entstand in Prischib mit der „Kirche zur Heiligen Gottesmutter von Kasan“ das erste Gotteshaus der Stadt.
Kurz nach der Oktoberrevolution erhielt Prischib 1919 seinen heutigen Namen zu Ehren des Revolutionsführers Lenin. Zugleich wurde der Ujesd (später Rajon) Leninsk gebildet und die Stadt zu dessen Verwaltungszentrum erklärt.
Während des Zweiten Weltkriegs befand sich Leninsk unter anderem unweit der Schauplätze der Schlacht von Stalingrad. Um Nachschubwege zu sichern, wurde in dieser Zeit eine Eisenbahnstrecke zwischen Achtubinsk und Stalingrad über Leninsk errichtet. Des Weiteren befanden sich während des Krieges 24 Hospitäler in Leninsk.
1963 wurden Leninsk die Stadtrechte verliehen.

### Bevölkerungsentwicklung
| Jahr | Einwohner |
| ---- | --------- |
| 1939 | 8.525     |
| 1959 | 11.361    |
| 1970 | 12.062    |
| 1979 | 12.259    |
| 1989 | 13.110    |
| 2002 | 14.866    |
| 2010 | 15.504    |

Anmerkung: Volkszählungsdaten

## Wirtschaft
Da in und um Leninsk in der Nachkriegszeit in hohem Maße Landwirtschaft aufgebaut wurde, gilt die Stadt bis heute als Zentrum der Lebensmittelindustrie. Ebenso existieren Betriebe zur Herstellung von Landwirtschaftsgeräten.